# Ptyelus mahei
Ptyelus mahei är en insektsart som beskrevs av William Lucas Distant 1909. Ptyelus mahei ingår i släktet Ptyelus och familjen spottstritar. Inga underarter finns listade i Catalogue of Life.